# Скайкомиш
Скайкомиш (англ. Skykomish River) — река на северо-западе центральной части штата Вашингтон, США. Протекает через юго-восточную часть округа Снохомиш и северо-восточную часть округа Кинг, на западных склонах Каскадных гор. Берёт начало от слияния рек Норт-Форк и Саут-Форк, примерно в 1 миле к западу от городка Индекс. Течёт преимущественно в западном и северо-западном направлениях. Близ города Салтен принимает крупный приток Салтен. Чуть ниже города Монро Скайкомиш сливается с рекой Сноукуани и формирует реку Снохомиш, которая несёт воды в залив Пьюджет-Саунд, впадая в него в городе Эверетт.
Длина реки составляет 47 км. Длина включая реку Саут-Форк составляет около 100 км. Площадь бассейна — 2160 км²; средний расход воды — 113 м³/с.